# Aeropuerto de Cianorte
El Aeropuerto de Cianorte - Engenheiro Gastão de Mesquita Filho (IATA: GGH, ICAO: SSCT) es un aeródromo público en el municipio brasileño de Cianorte, en el estado de Paraná.
Está situado a una altitud de 540 m. s. n. m.

### Vuelos comerciales
En 2019, se anunció el inicio de los vuelos comerciales en el aeropuerto de Cianorte. Estos vuelos serían operados por aeronaves Cessna Grand Caravan de la empresa Two Flex, en asociación con Gol Linhas Aéreas, conectando el municipio con Curitiba.
Estas operaciones eran parte del Programa Voe Paraná del gobierno estatal, que buscaba aumentar el número de ciudades atendidas por rutas aéreas, a cambio de una reducción en el ICMS (Impuesto sobre Circulación de Bienes y Servicios) sobre el queroseno de aviación.
Sin embargo, en 2020 la aerolínea contratada por el programa Voe Paraná fue vendida y los vuelos en el estado fueron cancelados.

## Acceso
El aeropuerto se sitúa a 5 km (3 mi) del centro de Cianorte.